# Variationer av solaktiviteten

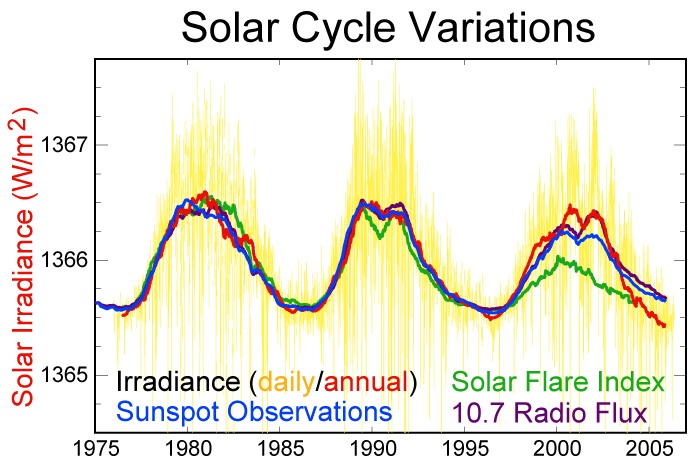
Mätningar av solstrålningen under de senaste 30 åren.

Variationer av solaktiviteten avser förändringar av mängden energi som solen sänder ut i form av strålning. Det finns både periodiska och icke periodiska komponenter hos dessa variationer. Den mest markanta periodiska förändringen är den 11-åriga solfläckscykeln. Solaktiviteten har uppmätts av satelliter under de senaste decennierna och har för tidigare perioder uppskattats med hjälp av beräkningar. Klimatforskare är intresserade av att förstå vilka effekter, om några, variationer av solaktiviteten har på jorden.
Variationerna i total utstrålning var vid eller under kapaciteten för vad som kunde mätas upp före satelliternas era. Nu har man mätt förändringarna över de tre senaste 11-årscyklerna till att vara ungefär 0,1% under en solfläckscykel. Det finns inga direkta mätningar av längre variationer och tolkningar av beräkningar med så kallade proxyvariabler skiljer sig något. Kombinationen av solvariationer och vulkanutbrott har sannolikt orsakat vissa klimatförändringar, till exempel Maunders minimum. En studie publicerad i Nature 2006 fastslog att det inte har varit någon nettoökning av solljus sedan mitten av 1970-talet, och att förändringar de senaste 400 åren inte är troliga att ha spelat en större roll i den globala uppvärmningen. Samtidigt påpekar man att det finns andra faktorer som kosmiska strålar eller ultraviolett strålning från solen och att eventuella effekter av dessa inte helt kan uteslutas då fysiska modeller av sådana effekter är för dåliga.